# Shao Xianghua
Shao Xianghua, (chinês tradicional: 邵象華, chinês simplificado: 邵象华, pinyin: Shào Xiànghuá; 22 de fevereiro de 1913 – 21 de março de 2012) foi um engenheiro de materiais e metalúrgico chinês. É considerado um pioneiro da engenharia metalúrgica chinesa moderna.

## Carreira
Shao nasceu em 22 de fevereiro de 1913, em Hancheu, província de Chequião. Se formou no Departamento de Engenharia Química da Universidade de Chequião em 1932. Estudou na Grã-Bretanha e recebeu os graus de bacharel e mestre pela Universidade de Londres (atual Imperial College London ) em 1938.[carece de fontes?]
Em 1949, Shao se tornou o engenheiro-chefe do recém-fundado Ansteel Group, um dos mais importantes produtores de aço da China. Em 1958, foi transferido para o prestigioso Instituto de Pesquisa de Ferro e Aço da China (chinês: 钢铁 研究总院) onde assumiu a posição de pesquisador.
Shao desempenhou um papel importante nas indústrias chinesas de terras raras e metais raros. Foi acadêmico tanto da Academia Chinesa de Ciências (eleito em 1955) como da Academia Chinesa de Engenharia (eleito em de 1995), algo raro entre os cientistas e engenheiros chineses.